# Ульріх Цвінглі
Ульріх Цвінглі (нім. Huldrych або Ulrich Zwingli, 1484—1531) — діяч Реформації у Швейцарії, теософ, християнський гуманіст і протестантський пастор. Перебував під впливом філософії стоїків і платонізму епохи Відродження (особливо під впливом Марсіліо Фічіно). Прихильник поглядів та вчення Еразма Ротердамського.

## Ранні роки
Ульріх Цвінглі народився 1 січня 1484 року в місті Вільдгаус, що в кантоні Санкт-Галлен, на північному сході Швейцарії. Був третьою дитиною з дев'яти, у сім'ї головного місцевого судді. Батько, підтримуючи сімейні традиції, вирішує дати синові духовне звання. Початкову освіту Цвінглі забезпечив його дядько Варфоломій, священник у Веезені. У 10-річному віці Цвінглі відправляють до Базельської школи імені Святого Теодора, яку він закінчив успішно. У 1498 році переходить до школи Генріха Лупулуса в місті Берн. Домініканці в Берні намагалися переконати Цвінглі приєднатися до їхнього устрою, і цілком можливо, що він погодився, однак його батько та дядько не схвалили такий вибір, і Цвінглі примусово залишає Берн, не закінчивши вивчення латинської мови. Вступає до Віденського університету на зимовий семестр 1498 року, де продовжив навчатись до 1502 року, після чого перейшов до Базельського університету, де отримав ступінь магістра мистецтв у 1506 році. Займався складанням віршів та засвоїв гру на різних музичних інструментах, цікавиться класичною літературою. Присвячує себе читанню Святого Писання, досконало вивчив староєврейську мову для розуміння останнього.
Цвінглі був висвячений у місцевій єпархії Констанцу, і 29 вересня 1506 року він відслужив першу Месу в своєму рідному місті Вільдгаусі. Того ж року приймає пасторат в місті Гларус, де прослужив 10 років.
Швейцарська конфедерація була втягнута в різноманітні кампанії зі своїми сусідами: французами, габсбургами і папськими державами. В той час існував величезний попит на швейцарських солдат, і справа ця була доволі прибутковою. Цвінглі вважав таку торгівлю аморальною. Його проповідь була сприйнята в Гларусі негативно, і в 1516 році Цвінглі стає приходським священником в Айнзідельні, який, як тоді, так і зараз, є популярним центром поклоніння Діві Марії. У Гларусі й Айнзідельні Цвінглі багато читав, і саме в цей період було закладено основу його світогляду. Що найголовніше, він збагнув найвищу роль Писання.

## Початок служби в Цюриху
Наприкінці 1518 року посада народного священника (Leutpriestertum) Гроссмюнстера в Цюриху стала вакантною. Канони фонду, що керував Гроссмюнстером, визнали репутацію Цвінглі, а його самого як прекрасного проповідника та письменника. Вирішальним фактором став його зв'язок з гуманістами. Крім того, його протидію Франції в питаннях щодо найманої служби привітали політики Цюриха. 27 грудня 1518 року Цвінглі переїхав до Цюриха.
1 січня 1519 року Цвінглі дав свою першу проповідь у Цюриху. Відкинувши поширену практику заснування проповіді на уроці Євангелія певної неділі, Цвінглі, використовуючи Новий Заповіт Еразма як провідник, почав читати Євангеліє від Матвія, даючи своє тлумачення під час проповіді. Він продовжував читати і тлумачити Євангеліє на наступних недільних проповідях, доки не доходив до кінця, а потім продовжував аналогічним чином з Діяннями та Посланнями апостолів і, нарешті, Старим Заповітом.
Богословська позиція Цвінглі була поступово розкрита через його проповіді. Він напав на моральну корупцію, і в процесі він назвав осіб, які були цілями його денонсації. Монахи звинувачувались у неробстві, захланності та байдужості. У 1519 році Цвінглі спеціально відкинув шанування святих і закликав до необхідності розрізняти їх справжні і вигадані здобутки. Він засумнівався в пекельному вогні, стверджував, що нехрещені діти не прокляті. Однак його атака на твердження, що десятина є божественним інститутом, мала найбільший теологічний та соціальний вплив. Це суперечило безпосереднім економічним інтересам християнської церкви і адміністрації Гроссмюнстера зокрема. Однак опозиція не росла, а сам Цвінглі наполягав на тому, що він не був новатором, і єдиною основою його вчення було Святе Письмо.
У серпні 1519 року Цюрих був вражений спалахом чуми. Загинуло щонайменше чверть населення. Всі ті, хто міг дозволити собі це, залишили місто, але Цвінглі залишився і продовжував виконувати свої пастирські обов'язки. У вересні він спіймав хворобу і майже помер, але зумів подолати недугу.
У наступні роки після його відновлення противники Цвінглі залишилися в меншості. Коли з'явилась вакансія серед каноніків Гроссмюнстера, Цвінглі був обраний для виконання цієї вакансії 29 квітня 1521 року. Ставши каноніком, Цвінглі отримує права громадянина Цюриха. Він також зберіг посаду народного священика Гроссмюнстера.

## Реформація у Швейцарії

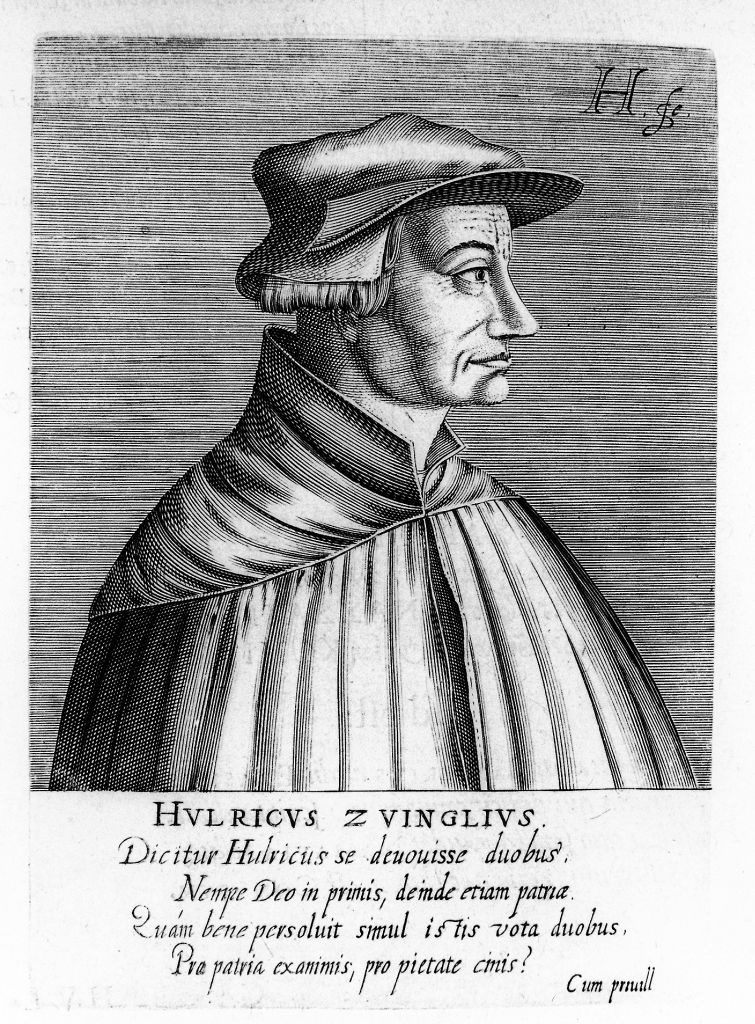
Портрет Ульріха Цвінґлі з книги Якоба Вергейдена «Praestantium aliquot Theologorum qui Rom…», 1602. Музей протестантської реформації у Бреттені

29 січня 1523 року в Цюриху відбувся публічний диспут, підставою для якого були 67 тез вчення Цвінглі про Святе Письмо як вищий авторитеті в релігійних питаннях, про Христа як про єдиного справжнього посередника між Богом і людьми, про віру як єдиний засіб порятунку, про церкви як союз всіх віруючих і т. д. Це була перша протестантська праця німецькою мовою.
Основні принципи віровчення викладені у книзі «Про істинні й хибні релігії». За основу свого віровчення Цвінглі брав послання апостола Павла, особливо його вчення про «спокутну жертву Ісуса Христа» і благодать Господню, яка дарується Богом глибоко віруючій особі. Цвінгліанство схоже в цьому плані з лютеранством, однак відрізняється від нього істотними рисами.
У 1529 року в місті Марбург ландграф гессенський Філіпп влаштував зустріч Мартіна Лютера та Цвінглі. Лютер з'явився у супроводі Філіппа Меланхтона, Цвінглі — зі своїм другом та послідовником Еколампадієм; відбувся Марбурзький диспут, в результаті якого не прийшли до згоди стосовно питання причастя. Вчення Цвінглі поширювалися по містах: Берн, Базель, Шаффгаузен.
Для Цвінглі істинним у релігійній вірі є те, що підтверджується Біблією, а для Мартіна Лютера — те, що не суперечить Святому Письму. Цвінглі послідовніший спіритуаліст, ніж Лютер. Він вимагав викинути з культу все, що відволікає від віри: картини, музику, скульптуру, різні прикраси. Релігійні таїнства ним розглядалися як зовнішні ознаки, і Божа благодать через них не надходила на його думку. Наприклад, обряд причастя — лише спомин про спокутну жертву Ісуса Христа. Це по суті заперечення релігійних таїнств та обрядів. Відкидаються ним культ святих, пости, чернецтво, поклоніння мощам, проголошується принцип незалежності віруючих від єпископів і Папи Римського.
Цвінглі дискутував у Цюриху з католиками і здобув перевагу. Міський магістрат проголосив основною релігією цвінгліанство, а Цвінглі обраний був членом міської ради. Він спрямував подальший розвиток реформації, полемізував з Лютером з питань церковної структури і державного устрою. Цвінглі обстоював республіканський устрій церкви, найкращою державною формою правління вважав демократію. Особлива роль у державній структурі відводилася державному пророку, який повинен бути наставником і радником, сповіщати громадянам Божу волю. Ульріх Цвінглі не лише пропагував нову релігію, він активно займався політикою: шукав союзників за кордоном, намагався організувати в Швейцарії союз протестантських кантонів, які б протистояли так званим «католицьким лісовим кантонам». Ульріх Цвінглі замінив латину у богослужіннях німецькою, ввів безкоштовне відправлення деяких церковних ритуалів (треб), скасував целібат і сам одружився. Крім того, була скасована необхідність оздоблення храмів зображеннями, а також органна музика, дзвони — все, що може відволікати людину від віри на його думку. Таїнства він тлумачив не з погляду сходження Святого Духа, а як нагадування віруючим про фрагменти життя Ісуса.
В одній із воєн, які точилися між протестантськими і католицькими кантонами швейцарського союзу під час Реформації в Швейцарії, у битві під Каппелем в ході Другої Каппельської війни, 11 жовтня 1531 року швейцарський богослов та реформатор Ульріх Цвінглі трагічно загинув.
Цвінгліанство не набуло значного поширення, а згодом воно злилося в кальвінізмом.